# Ilot Lacroix
Ilot Lacroix (Îlot Lacroix, La Croix) ist eine Insel der Seychellen und die Hauptinsel des Atolls Cosmoledo in den Outer Islands.

## Geographie
Die Insel liegt im westlichen Riffsaum des Atolls zusammen mit mehreren kleinen Ausläufern der Insel Menai: Ile L’Anse, Ile Macaque, Ile des Rats, Ile Chauve Souris. Die Insel hat eine Fläche von 0,22 ha.